# Heriberto Seda
Heriberto Seda (Nueva York, 31 de julio de 1967), con frecuencia llamado The New York Zodiac (literalmente en español, «El Zodiaco de Nueva York»), es un asesino en serie estadounidense que asoló la ciudad de Nueva York entre 1990 y 1993. Antes de ser capturado el 18 de junio de 1996, Seda asesinó a tres personas e hirió a otras cinco (cuatro de ellas de gravedad). Se cree que Seda admiraba al Asesino del Zodiaco de San Francisco por evitar su captura. La policía describió a Seda, un residente de Brooklyn, como un solitario obsesionado con la astrología y la muerte. Seda fue acusado formalmente del caso el 21 de junio de 1996, condenado en 1998 y sentenciado a 232 años en prisión.

## Crímenes
Seda atacó a personas por toda la ciudad de Nueva York, enviando mensajes de burla a la policía y a los medios de comunicación después de cada crimen. Los mensajes incluían códigos basados en banderas de señales marítimas internacionales, que el periodista del New York Post, Kieran Crowley, descifró con la ayuda de su suegro, veterano de la criptografía y la inteligencia de señales de la Segunda Guerra Mundial.
Las cartas para la policía afirmaban que el asesino estaba seleccionando a sus víctimas según sus signos del zodiaco y daban a entender que solo actuaría en momentos determinados en los que estrellas específicas fueran visibles en el cielo nocturno. La policía consultó a un astrónomo profesional, cuyas predicciones sobre cuando atacaría el asesino resultaron tener cierta exactitud. Usaba un arma de fuego improvisada, explicando en sus mensajes que la falta de estrías en las balas impediría su captura.
La policía de Nueva York consideró la posibilidad de que el notorio Asesino del Zodiaco se hubiera trasladado a la Costa Este y reanudara sus crímenes luego de dos décadas de inactividad. A finales de la década de 1960, el Asesino del Zodiaco asesinó al menos a cinco personas e hirió a otras dos en el área de San Francisco; enviaba cartas desafiantes y mensajes codificados a medios de comunicación locales y nunca fue identificado. No obstante, un analista caligráfico y las consultas a las autoridades de California descartaron esa posibilidad.

## Captura
Seda fue arrestado en marzo de 1994 por posesión de un arma mortal después de que la policía observara un bulto sospechoso en su chaqueta que ocultaba una de sus pistolas improvisadas. La policía determinó que el arma no era funcional, y el abogado de oficio de Seda consiguió que se desestimaran todos los cargos y se sellara su expediente de arresto. Seda interpretó este giro de los acontecimientos como un presagio que demostraba que él estaba fuera de las consecuencias.
A los 26 años, Seda era un desempleado que había abandonado la secundaria y vivía con su madre y hermanastra Había sido un buen estudiante en secundaria, pero fue expulsado luego de llevar una pistola de arranque a la escuela; optó por abandonar la secundaria en lugar de asistir a las sesiones de orientación obligatorias para ser readmitido en la escuela. Estaba desempleado y era mantenido por su madre, pero conseguía dinero robando monedas de teléfonos públicos y máquinas expendedoras.
Seda era abusivo mental y físicamente hacia su hermanastra adolescente, Gladys "Chachi" Reyes. Durante una confrontación con Reyes y su novio el 18 de junio de 1996, Seda sacó un arma y comenzó a amenazar a la pareja. Mientras su novio se escondía en el dormitorio, ella intentó escapar por la puerta principal, pero Seda le disparó en las posaderas. Reyes, herida, pero no discapacitada, se dirigió al apartamento de su vecino, desde donde llamó a la policía.
Tras un enfrentamiento con la policía que duró horas, Seda entregó sus armas y fue arrestado.

## Investigación y juicio
Al principio, las autoridades no establecieron ninguna conexión entre el arresto de Seda por el incidente de violencia doméstica y la cadena de asesinatos sin resolver. Sin embargo, Seda cerró su declaración manuscrita sobre el incidente familiar con un símbolo similar a uno perteneciente a una de las cartas de burla enviadas a la policía por el asesino desconocido.
En ese punto, la policía se enfocó en Seda como un sospechoso. A pesar de las afirmaciones del asesino sobre cómo nunca podría ser vinculado con los crímenes gracias a la falta de estrías en las armas improvisadas, la policía logró utilizar pruebas de marcas de herramientas para vincular a Seda con los ataques. También se encontraron pruebas de huellas dactilares, y el análisis de la escritura determinó una estrecha similitud entre la declaración de Seda y las cartas anónimas. Lo que fue más condenatorio fue el descubrimiento del ADN de Seda en una de las estampillas que habían sido usadas para enviar una carta a la policía.
Seda causó repetidas interrupciones en el juzgado, haciendo exabruptos y gritando al juez.
Seda fue condenado el 24 de junio de 1998 por un jurado después de un juicio de seis semanas presidido por Robert J. Hanophy, juez de Tribunal Supremo del Estado para el Condado de Queens, Nueva York. El caso fue procesado por los fiscales adjuntos Robert J. Masters y Raymond E. Scheer; la fiscalía presentó los testimonios de 45 testigos e introdujo 150 pruebas. Seda fue representado por los abogados designados por el tribunal David A. Bart y John S. Wallenstein.

## Víctimas
| Fecha                | Víctima              | Signo zodiacal | Condición  | Descripción |
| -------------------- | -------------------- | -------------- | ---------- | --- |
| 8 de marzo de 1990   | Mario Orozco         | Escorpio       | Sobrevivió | Recibió un disparo en la espalda. La bala se quedó alojada junto a la columna vertebral.                                                                          |
| 29 de marzo de 1990  | Jermaine Montenesdro | Géminis        | Sobrevivió | Recibió un disparo en la parte inferior izquierda del torso. La bala le atravesó el hígado.                                                                       |
| 31 de mayo de 1990   | Joseph "Joe" Proce   | Tauro          | Murió      | Recibió un disparo en la parte baja de la espalda, impactando en el riñón. Sobrevivió al ataque, pero posteriormente murió en el hospital el 24 de junio de 1990. |
| 19 de junio de 1990  | Larry Parham         | Cáncer         | Sobrevivió | Recibió un disparo en el pecho. La bala no alcanzó la arteria aorta, y salió por su axila derecha.                                                                |
| 10 de agosto de 1992 | Patricia Fonte       | Leo            | Murió      | Recibió dos disparos y fue apuñalada más de 100 veces. |
| 4 de junio de 1993   | James "Jim" Weber    | Libra          | Survived   | Recibió un disparo en los glúteos. |
| 20 de julio de 1993  | John DiAcone         | Virgo          | Murió      | Recibió un disparo en la cabeza a corta distancia. |
| 2 de octubre de 1993 | Diane Ballard        | Tauro          | Sobrevivió | Recibió un disparo en el cuello. La bala no alcanzó arterias vitales, pero se quedó alojada en la columna vertebral.                                              |
| 18 de junio de 1996  | Gladys Reyes         | Géminis        | Sobrevivió | Recibió un disparo en los glúteos. |

## Vida personal
En prisión, Seda comenzó una relación sexual con Synthia-China Blast, una mujer transgénero cumpliendo una sentencia por un asesinato relacionado con una pandilla.